# Zomicarpa
Zomicarpa é um género botânico pertencente à família Araceae. É endémico do leste do Brasil[carece de fontes?].